# Щеголь, Виктор Андреевич
Виктор Андреевич Щеголь (род. 29 мая 1951, Молотовская область) — генеральный директор Государственного предприятия «Производственное объединение Южный машиностроительный завод имени А. М. Макарова» (2006—2014). Герой Украины (2004).

## Биография
Родился 29 мая 1951 года в г. Коспаш (ныне не существует) Молотовской (Пермской) области. По национальности - русский.
Окончил Днепропетровский механический техникум (1968—1971) и Днепропетровский инженерно-строительный институт (1980), специальность «Строительные машины и механизмы».
В 1971−1973 годах служил в Советской Армии.
С 1973 года работал на «Южмаше»:
- 1973−1993 — слесарь-испытатель, старший инженер-испытатель, начальник испытательной станции, заместитель начальника цеха,
- 1993−2005 — начальник цеха,
- 2005 — помощник генерального директора, заместитель генерального директора,
- 2005−2006 — и. о. генерального директора,
- 2006—2014 генеральный директор.

### Семья
Жена Тамара Матвеевна (род. 1951). Сын Андрей (род. 1974) и дочь Ирина (род. 1982).

## Награды и звания
- Герой Украины (с вручением ордена Державы, 22 июля 2004 — за выдающиеся личные заслуги перед Украинским государством в производстве космической техники, многолетний самоотверженный труд).
- Заслуженный работник промышленности Украины (1995).